# 大有镇 (响水县)
大有镇，是中华人民共和国江苏省盐城市响水县下辖的一个乡镇级行政单位。

## 行政区划
大有镇下辖以下地区：
大有社区、头罾社区、七套社区、淮河村、新北村、康庄村、民强村、亭泉村、中心村、甫舍村、三汾村、梅湾村、产旺村和高场村。